# Opferbaum
Opferbaum ist ein Gemeindeteil der Gemeinde Bergtheim im unterfränkischen Landkreis Würzburg in Bayern.

## Geografische Lage
Das Pfarrdorf Opferbaum liegt im äußersten Norden des Bergtheimer Gemeindegebietes. Weiter nördlich beginnt der Landkreis Schweinfurt. Die Gemeinde Werneck mit dem Gemeindeteil Eßleben liegt Opferbaum am nächsten. Durch die Bahnstrecke Bamberg–Rottendorf getrennt befindet sich im Osten Schwanfeld, ebenfalls Teil des Landkreises Schweinfurt. Bergtheim selbst ist südlich durch die Bundesstraße 19 mit dem Gemeindeteil verbunden. Westlich liegt Hausen bei Würzburg.

## Geschichte

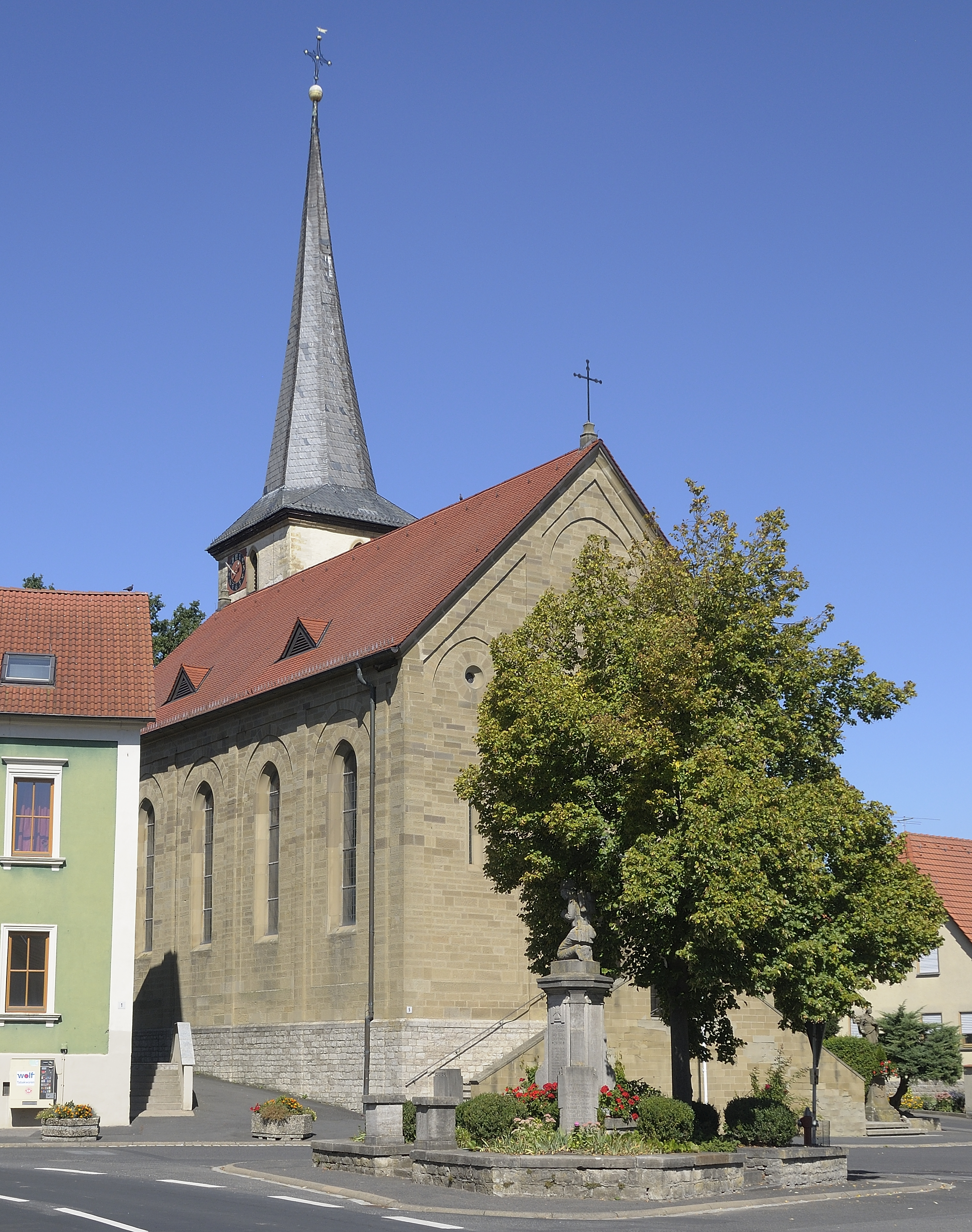
Die Lambertuskirche in Opferbaum

Opferbaum wurde erstmals am Jahr 1160 in einer Urkunde erwähnt, in der ein gewisser Rupert für seinen Herrn Sefried von Opferbaum, wohl aus dem Ortsadel, dem Kloster St. Stephan in Würzburg einen Hof und einen Acker in Opferbaum schenkte. Der Ortsname leitet sich vermutlich von Opferbann her, was so viel wie Opferbezirk bedeutet. Er könnte auf eine germanische Kultstätte, vielleicht auf dem nahen Eichelberg, hinweisen. Die Siedlung ist allerdings wesentlich älter, Opferbaum war wohl bereits während der Steinzeit bewohnt.
Das Mittelalter war von vielen wechselnden Herrschaften geprägt. Bis um 1400 waren insgesamt etwa zehn Herren im Dorf begütert, darunter waren auch die Grafen zu Castell. Am Ausgang des Mittelalters waren lediglich geistliche Herrschaften in Opferbaum vertreten, das Benediktinerkloster St. Stephan, das Kloster Himmelspforten und der Konvent von Heiligenthal. Einige Untertanen besaß auch die Johanniterkommende und das Würzburger Domkapitel.
Kirchlich war der Ort lange Zeit von der Pfarrei Eßleben abhängig. Erst 1869 wurde Opferbaum eine eigene Pfarrei. Im Jahr 1553 fand auf dem Gebiet des Dorfes ein Rückzugsgefecht des Ansbacher Markgrafen Albrecht Alcibiades statt. Im Dreißigjährigen Krieg wurde das Dorf verwüstet. Auch 1796 wurde der Ort Schauplatz der Gefechte um Würzburg. Französische Soldaten plünderten die Gemeinde. Um 1900 war das Dorf Sitz einer Brauerei. Im Zuge der Gebietsreform in Bayern wurde Opferbaum am 1. Mai 1978 nach Bergtheim eingemeindet.

## Baudenkmäler
Den Mittelpunkt des Dorfes bildet die katholische Pfarrkirche St. Lambertus. Sie wurde im Jahr 1614 von Fürstbischof Julius Echter von Mespelbrunn umgebaut und mit einem typischen, nachgotischen Turm ausgestattet. Das Langhaus entstand ab 1859 neu. Opferbaum wird geprägt von den vielen Bildstöcken und Kleindenkmälern, die überall im Dorf und der Gemarkung aufgestellt wurden. Sie zeugen von der Volksfrömmigkeit vergangener Jahrhunderte.